# 산프레체 히로시마
산프레체 히로시마(일본어: サンフレッチェ広島 산후렛체 히로시마[*], Sanfrecce Hiroshima)는 일본 히로시마현 히로시마시를 연고로 하는 J리그 축구팀이다. 팀 이름은 일본어에서 숫자 3을 뜻하는 산(三, サン)과 화살을 뜻하는 이탈리아어 프레체(frecce)의 합성어이며 이는 일본 센고쿠 시대 모략가였던 모리 모토나리가 세 아들에게 한 명언인 "셋 중에 조금이라도 불화가 있어서 균열이 가게 되면 곧바로 세 사람이 다 멸망한다는 것을 알아라"에서 따왔다. 마쓰다 소속 축구팀이었지만, 현재 에디온이 최대 주주로 있다. (에디온 46.96%, 마쓰다 16.67%)

## 역사
1938년에 현 마쓰다의 옛 이름을 딴 도요 공업 축구단을 창단, J리그 전신인 JSL에서 뛰기 시작했다.
1971년에 마쓰다 SC 도요로 팀명을 변경하고, JSL이 J리그로 바뀌던 1992년에 마쓰다를 비롯한 히로시마 지역 47개 기업이 출자한 산프레체 히로시마로 팀명을 변경했는데 이 해 유공과 자매결연을 체결했고  다음 해부터 해당 구단(산프레체 히로시마)의 초청을 받아 히로시마에서 전지훈련을 했으며 세 번째 구단인 포철에서 1993년 정규리그 최다골(10골)을 기록하여 전성기를 누렸으나 1994년 전지훈련에서 손목뼈가 부러지는 부상을 당하여 그 해  황선홍 라데에게 주전 자리를 빼앗겼지만 같은 해 9월 27일 가시마와의 친선경기 1차전에서 2골을 기록한 장신(191CM) 공격수 차상해 영입을 포철의 자매구단 가시마와 함께  시도했으나 그 당시 에이전트 제도가 없었던 데다 선수가 해외 결정을 절대 할 수 없었던 시절이라 포철 구단 쪽에서 해외 팀 이적 불가 방침을 내린 것 외에도 해당 구단(산프레체 히로시마)이 유공과 자매결연을 맺은 터라 무산됐다.
결국 차상해는 1994년 11월 26일 함상헌 노주섭과의 맞트레이드를 통해 대우 유니폼을 입었으나 샤샤 때문에 설 자리를 잃어 같은 해 전기리그 종료 후 김상문과의 맞트레이드를 통해 유공 유니폼을 입었지만 다음 해 입단한 세르게이 때문에 설 자리를 잃게 되자 1996년 전기리그 종료  뒤 방출되어 첫 팀인 안양 LG 치타스로 복귀했는데 차상해가 두 번째 대우 유니폼을 입을 당시 이적 상대였던 함상헌은 1995년 전기 중반 박지호와의 맞트레이드, 노주섭은 1996년 후기리그 때 LG로 이적하여 차상해와 한때 한솥밥을 먹기도 했다.

J리그 참가 이후 1994년 J리그 챔피언결정전 준우승, 1995, 1996, 1999년에는 천황배 준우승을 기록하는 등 초창기만 해도 좋은 성적을 기록하며 J1에 잔류했으나, 2002시즌 15위를 기록하며 J2리그로 추락한다.
그러나 2003년 J2리그 2위를 기록하며 1년 만에 J리그에 복귀했으나, 2007년 J리그 교체전에서 교토 상가 FC에게 패하여 다시 J2리그로 강등되었다. 2008년 가시마 앤틀러스를 꺾고 슈퍼컵 정상에 올랐고, J2리그 1위를 기록하여 다시 J1으로 승격했다. 재승격한 첫 해 4위를 기록하였으나 3위팀 감바 오사카의 천황배 우승으로 AFC 챔피언스리그 2010 출전권을 승계하게 되었다.
2010년, AFC 챔피언스리그에 처음 출전하였으나 같은 H조에 속한 포항 스틸러스와 애들레이드 유나이티드에 밀려 32강 조별 예선에서 탈락하였다. 리그에서는 작년보다 못한 7위에 올랐고, 이듬해에도 7위를 기록하였다.
2012 시즌 창단 후 처음으로 J리그 정상에 오른데 이어 2013 시즌에도 우승을 차지하였다.

### 현재 선수
참고: FIFA 자격 규정에 따라 소속된 국가대표팀 국기를 표시합니다. 선수는 복수의 FIFA 비회원국 국적을 가지고 있을 수 있습니다.
| 번호 | 포지션 | 국적 | 이름                     |
| ---- | ------ | ---- | ------------------------ |
| 1    | GK     |      | 하야시 다쿠토            |
| 2    | DF     |      | 노가미 유키              |
| 3    | DF     |      | 다카하시 소야            |
| 4    | DF     |      | 미즈모토 히로키          |
| 5    | DF     |      | 지바 가즈히코            |
| 6    | MF     |      | 아오야마 도시히로 (주장) |
| 8    | MF     |      | 모리사키 가즈유키        |
| 9    | FW     |      | 구도 마사토              |
| 10   | MF     |      | 펠리피 시우바            |
| 14   | MF     |      | 모리시마 츠카사          |
| 15   | MF     |      | 이나가키 쇼              |
| 18   | MF     |      | 가시와 요시후미          |
| 19   | DF     |      | 사사키 쇼                |
| 20   | FW     |      | 와타리 다이키            |

| 번호 | 포지션 | 국적 | 이름                                        |
| ---- | ------ | ---- | ------------------------------------------- |
| 21   | GK     |      | 히로나가 료타로                             |
| 23   | MF     |      | 시바사키 고세이                             |
| 26   | MF     |      | 카와이 아유무                               |
| 27   | DF     |      | 마와타리 가즈아키                           |
| 28   | DF     |      | 니와 다이키                                 |
| 29   | MF     |      | 카와무라 타쿠무                             |
| 30   | MF     |      | 시바사키 고세이                             |
| 31   | FW     | 태국 | 티라신 댕다 (무앙통 유나이티드 FC에서 임대) |
| 32   | MF     |      | 마츠모토 타이시                             |
| 33   | DF     |      | 와다 다쿠야                                 |
| 34   | GK     |      | 나카바야시 히로쓰구                         |
| 36   | MF     |      | 가와베 하야오                               |
| 38   | GK     |      | 오사코 게이스케                             |
| 39   | FW     |      | 파트릭 (아틀레치쿠 고이아니엔시에서 임대)   |

## 역대 감독
| 감독                | 임기      |
| ------------------- | --------- |
| 빔 얀선             | 1995~1996 |
| 발레리 네폼냐시     | 2001      |
| 미하일로 페트로비치 | 2006~2011 |
| 모리야스 하지메     | 2014~2016 |
| 얀 욘슨             | 2017      |
| 조호쿠 히로시       | 2019      |
| 미하엘 스키베       | 2022 ~    |

## 역대 우승 기록
- 일본 내 타이틀
  - J리그 디비전 1 (3): 2012, 2013, 2015
  - 후지 제록스 슈퍼컵 (4): 2008, 2013, 2014, 2016
  - J리그 디비전 2 (1): 2008

- 일본 내 타이틀 (前 도요공업 축구부(마쓰다 사커 클럽))
  - 일본 사커 리그 (5): 1965, 1966, 1967, 1968, 1970
  - 천황배 (3): 1965, 1967, 1969